# Broly
Broly – singel polskiego rapera White’a 2115 z jego albumu studyjnego Pretty Boy. Został wydany 10 września 2021 roku przez wytwórnię muzyczną SBM Label.
Autorem tekstu jest White 2115. Utwór został wyprodukowany przez Rigga Beats i został zarejestrowany w studiu NoBoCoTo Studio. Za mix i mastering odpowiada DJ Johny.
Utwór zdobył ponad 10 milionów wyświetleń w serwisie YouTube oraz ponad 20 milionów odsłuchań w serwisie Spotify (2023). W 2024 roku nagranie osiągnęło certyfikat platynowej płyty.